# 日新観光

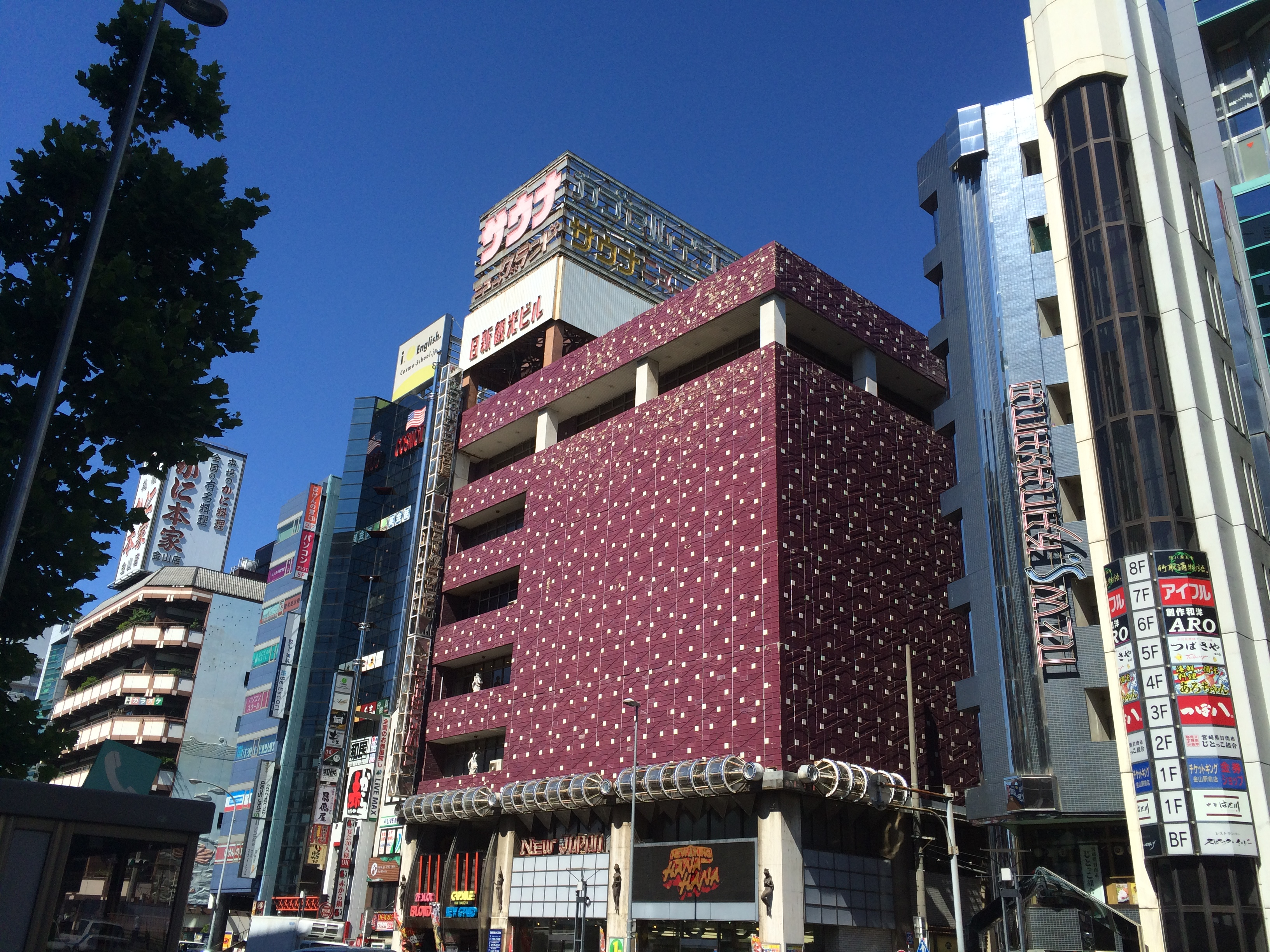
金山駅前日新観光ビル（旧本社）

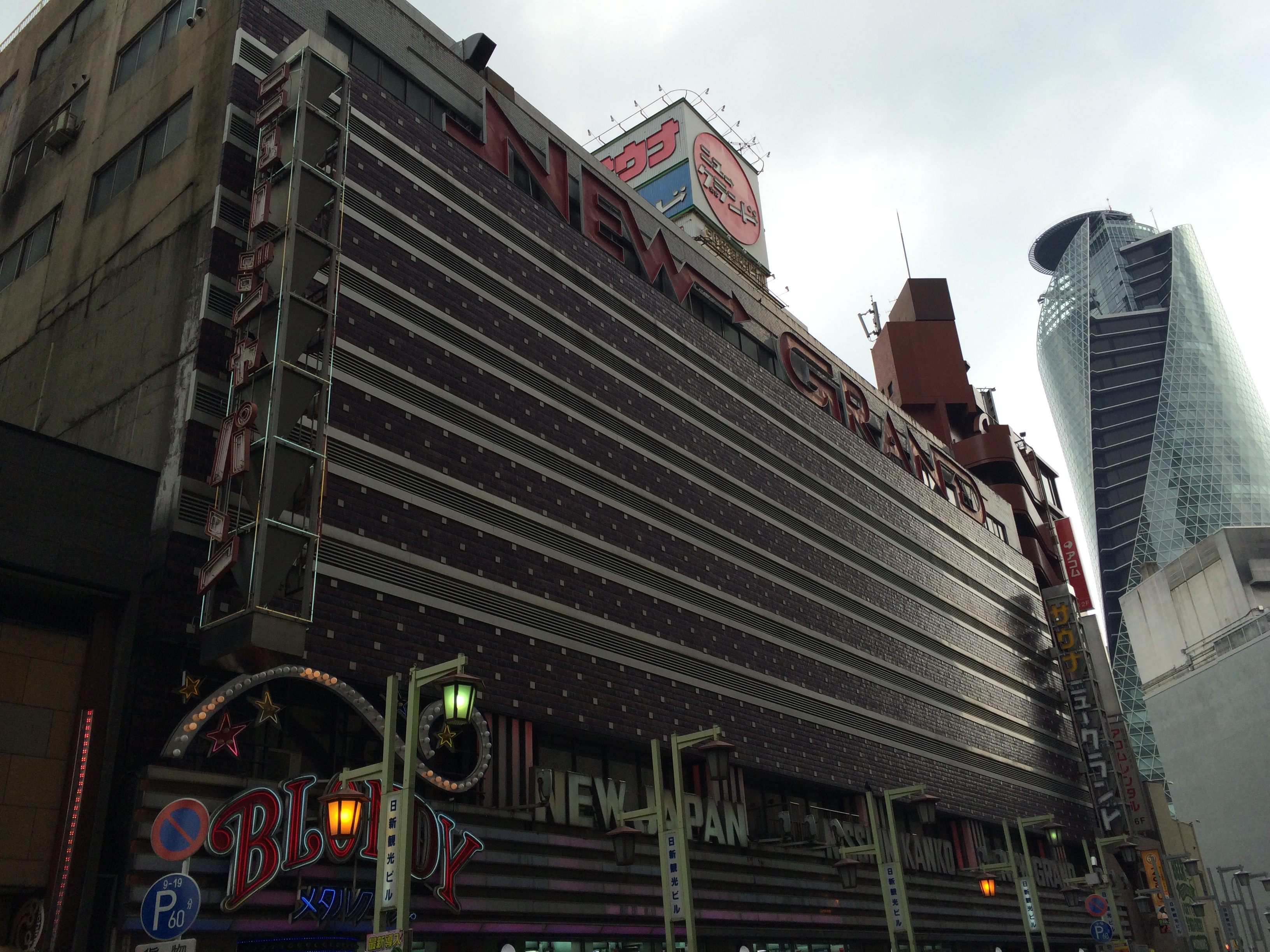
名古屋駅前日新観光ビル

株式会社日新観光（にっしんかんこう）は愛知県名古屋市中川区に本社を置く企業。かつてはパチンコ、スロット、サウナ、カプセルホテルの店舗を運営していたが、既に全店舗が閉店しており、現在は不動産管理が主体である。
なお、創業時に「日新観光グループ」という名称であったが、1990年代にイメージアップを図って「サングループ」に変更するも再び日新観光に名称を戻した経緯がある。また、かつて「日新観光グループ」と称していた静岡県のパチンコチェーンコンコルドグループを運営する新日邦とは無関係である。

## 概略
- 1949年4月 - 遊技事業開始[1]。
- 1954年11月 - 株式会社ブロンディとして設立（資本金1,000万円）[1]。
- 1962年12月 - 全国初の総合レジャービルをうたう「名古屋駅前 日新観光ビル」をオープン[1]。同年、資本金6,500万円に増資[1]。「日新観光株式会社」（初代）に社名変更[1]。
- 1965年11月 - 資本金1億円に増資[1]。
- 1973年12月 - 総合レジャービル2号店となる「金山駅前 日新観光ビル」をオープン[1]。
- 1980年7月 - カプセルホテル「カプセルイン名古屋」オープン[1]。
- 1984年12月 - 「中部健康センター七宝」オープン[1]。
- 1987年6月 - 株式会社サンケア・サービスを設立。
- 1989年6月 - 「カラオケSUN」オープン[1]。
- 1992年4月 - パチンコ店「ニュージャパン七宝」オープン[1]。
- 1997年7月 - スロット店「メタルクラブブロンディ」オープン[1]。
- 1999年5月 - 株式会社サンケア・サービスが「日新観光株式会社」（二代目）に商号変更。翌2000年11月に日新観光（初代）を吸収。
- 2003年8月 - スロット店「ブロンディ金山店」オープン[1]。
- 2006年12月 - 会社分割で事業内容を「日新観光株式会社」（三代目）に移譲し、日新観光（二代目）は「株式会社日新」に社名変更。
- 2007年5月 - 株式会社日新の特別清算開始。負債は約105億円[2]。
- 2015年3月31日 - 「中部健康センター七宝」を閉店[3]。
- 2016年
  - 3月 - 「名古屋駅前 日新観光ビル」を閉鎖。
  - 7月31日 - 「金山駅前 日新観光ビル」を閉鎖し、中川区へ本社機能を移転。
  - 9月30日 - 海部郡蟹江町にパチンコ・スロット店「ブロンディ」をオープン。
- 2020年 - 名古屋駅前の日新観光ビルを芙蓉総合リースに売却[4]。同社ではビルを解体後、同年11月に東和不動産に売却した[5]。

## 事業内容
- パチンコ・スロット店（全て閉店済み）
  - プレイランド ニュージャパン名駅店
  - プレイランド ニュージャパン金山店
  - プレイランド ニュージャパン堀田店
  - ニュージャパン七宝店
  - メタルクラブ ブロンディ名駅店
  - スロット ブロンディ金山店
  - ブロンディ（蟹江町）
- サウナ（全て閉店済み）
  - ニューグランド ダンディサウナ名駅店
  - ニューグランド ダンディサウナ金山店
  - ニューグランド レディサウナ名駅店
  - ニューグランド レディサウナ金山店
- カプセルホテル
  - カプセルイン名古屋 （閉店）
- 健康センター
  - 中部健康センター七宝（閉店）[3]

また、かつては喫茶レストラン「ブルボン」（名駅、金山）、ラーメン店「ラーメンハウス　ランラン」（金山）、洋食店「南欧の味　キッチン　アントニオ」（名駅）、スタンドバー「ナポレオン」（名駅）、麻雀店「香港」（金山）、カラオケ店（名駅）、巨大迷路「ウーズ」（日進市和合）、ローラーブレードリンクなども運営していた。

## 宣伝活動
現在は自社ホームページを中心としてインターネット上での宣伝活動に特化しているが、1990年代までは中京広域圏の民放各局で、主に平日深夜や土曜・日曜の昼を中心に頻繁に同社のCMが放映されていた。特に1980年代半ばの頃までは「大人のための癒しの空間」というイメージ戦略を徹底する意味合いから、外国人モデルを起用したCMスポットを多数製作し、在名の視聴者に強烈な印象を与えた。
- 1970年代前半から約20年近くにわたって、東海テレビの土曜深夜枠に設定されていた映画番組枠の冠スポンサーを務めていた事は特筆に価する（「日新観光土曜映画劇場」枠。なお、この枠は1985年にキー局・フジテレビの「オールナイトフジ」などの成功を受けて、自社製作の深夜バラエティ番組を終夜放送するコンプレックス枠「スーパーサタデー24」枠に転換された時期があるが〈1989年まで〉、その間も前半パートの単独スポンサーとして提供を続けた。）。この枠内で同社は事業ごとに製作した大量のスポットCMをヘビーローテーションで放映し続け、一時は「東海テレビの深夜といえば日新観光」というイメージを確立するほどに馴染み深い存在となっていたが、バブル時代に経営を多角化した事で年々広告・宣伝費が増大、バブル崩壊後に経営を逼迫する要因となったため、1990年代初頭には冠スポンサーを降板。その後もしばらくの間は複数社提供のうちの一つとして同枠内でスポットCMを出稿し続けていたが、1995年頃には完全に番組提供を取りやめている（なお、東海テレビ土曜深夜の映画番組枠は現在も番組名を変えながら存続している。）。
- CBCテレビでは、土曜最終版のJNNニュースのスポンサーを2000年代初頭まで続けていた。また、ラジオでも、1990年代まではCBC ・東海ラジオのプロ野球中継枠や深夜番組枠を中心にCMを出稿していたが、上記の理由により現在は出稿を取りやめている。